# Adaklı
Adaklı (kurdisch Azarpêrt, von armenisch Asdğapert/Asdğagpert – „Sternenfestung“) ist eine Stadt und ihr Landkreis (Ilçe) in der osttürkischen Provinz Bingöl. Die im Stadtsiegel abgebildete Jahreszahl 1975 dürfte auf das Jahr der Erhebung zur Gemeinde ({Belediye}/[[{Belde]]}) hinweisen.
Bis Anfang des 20. Jahrhunderts war der Ort von Armeniern bewohnt. Ende des 19. Jahrhunderts waren von den 300 Häusern im Ort die Hälfte armenisch.
Der Landkreis wurde am 4. Juli 1987 (Gesetz Nr. 3392) gegründet und liegt nördlich des zentralen Landkreises (Merkez). Er umfasst den früheren Bucak Adaklı und gehörte bis zur Selbständigkeit zum Kreis Kiğı. Er hat keine Außengrenzen zu Nachbarprovinzen. Durchschnittlich liegt Adaklı 1500 m über NN. 1839 gehörte das Gebiet um Adaklı noch zur Provinz Erzurum und wurde 1926 der Provinz Erzincan angeschlossen. Erst 1936 kam Adaklı zur Provinz Bingöl und war bis 1987 ein Teil des Landkreises Kiğı.
Die Kreisstadt Adaklı beherbergt 36,7 Prozent der Landkreisbevölkerung. Der Rest verteilt sich auf die 32 Dörfer (Köy), die im Durchschnitt von 168 Einwohnern bewohnt werden. Elf Dörfer haben mehr Einwohner als dieser Durchschnitt, Karaçubuk mit 613 Einwohnern ist das größte Dorf. Mit 36,7 Einwohnern je km² hat der Landkreis die zweitniedrigste Bevölkerungsdichte der Provinz.

## Bevölkerungsüberblick 1965 bis 2000
| Volkszählungsergebnisse         | 2000   | 1990   |
| ------------------------------- | ------ | ------ |
| Einwohner des Kreises Adaklı    | 10.856 | 14.971 |
| Einwohner der Kreisstadt Adaklı | 3.370  | 4.548  |

| Volkszählungsergebnisse    | 1985   | 1980   | 1975   | 1970   | 1965   |
| -------------------------- | ------ | ------ | ------ | ------ | ------ |
| Einwohner des Bucak Adaklı | 22.380 | 22.713 | 22.430 | 19.286 | 18.015 |
| Einwohner der Stadt Adaklı | 4.096  | 3.919  | 4.050  | 1.107  | 961    |